# 大黃蜂號航空母艦 (CV-8)
大黃蜂號航空母艦（英語：USS Hornet，舷號CV-8）是一艘隸屬於美國海軍的航空母艦，為約克鎮級航空母艦的三號艦。她是美軍第七艘以大黃蜂為名的軍艦，源自美國獨立戰爭時期大陸海軍的一艘裝砲10門小型砲艦。
大黃蜂號在1939年開始建造，在1940年下水，並於1941年服役。服役後兩個月日本海軍偷襲珍珠港，美國正式參與第二次世界大戰。不久大黃蜂號便參與了空襲東京，擔當杜立德的B-25轟炸機海上起飛平台，但這也使她錯過了5月的珊瑚海海戰。6月大黃蜂號參與了中途島海戰，但卻因連串不幸而表現惡劣。接著大黃蜂號在瓜達爾卡納爾島戰役期間為陸戰隊提供空中掩護，並在爾後爆發的聖克魯斯群島海戰被日軍擊沉。1943年1月大黃蜂號除籍，而海軍則把正在建造、舷號CV-12的艾塞克斯級航空母艦更名為大黃蜂，以作紀念。
大黃蜂號自開始服役後僅1年又7天便被擊沉，是美國歷史上服役期間最短的航空母艦。

## 建造背景與珍珠港事件
大黃蜂號的建造，與當時美國面臨的國際環境有莫大關係。1936年倫敦海軍條約失效，日本拒絕進行新一輪談判，並在次年七七事變後全面侵華。在眾議院海軍委員會主席卡爾·文森推動下，國會在1938年通過第二次文森法案（Second Vinson Act），准許海軍建造六艘戰艦（四艘南達科他級戰艦及兩艘艾奧瓦級戰艦）及兩艘航空母艦（舷號CV-8及CV-9）。
不過，海軍在決定兩艦的建造方案上一度有所猶豫。新近服役的約克鎮級航空母艦雖然性能良好，但始終是條約限制所建，在艦體性能上難免有所局限。既然海軍條約已經失效，設計新航母方案似乎是最理想的做法。然而海軍當時只有六艘航空母艦在役，急需新造軍艦應對日本及納粹德國的崛起，已經等不及重新設計方案。在折衷之下，海軍決定CV-8將以約克鎮級方案為藍本建造，但採取一定改良，包括安裝較新的火控系統、重整艦島結構、動力輸出更強的蒸氣鍋爐輪機、新式SC雷達、奧利岡20毫米防空機砲、延長飛行甲板以及加高艦艏。至於CV-9則用作新設計航母。CV-8在1939年9月25日開始建造，並命名為大黃蜂；而CV-9則成為後來的艾塞克斯號航空母艦。

1940年12月14日，大黃蜂號下水，由美國海軍部長法蘭克·諾克斯（Frank Knox）夫人擲瓶，首任艦長為馬克·密茲契上校；其時第二次世界大戰已經在歐洲爆發。1941年10月20日大黃蜂號正式服役，並在近海試航，以避免遭大西洋的德國U艇攻擊。12月7日日本偷襲珍珠港時，大黃蜂號正在諾福克海軍基地停泊，但其艦載航空群（Hornet Air Group )及艦上水兵仍未準備完成。12月28日大黃蜂號到墨西哥灣再作試航訓練，並在1942年1月30日返抵諾福克，進入船塢維修。

## 空襲東京

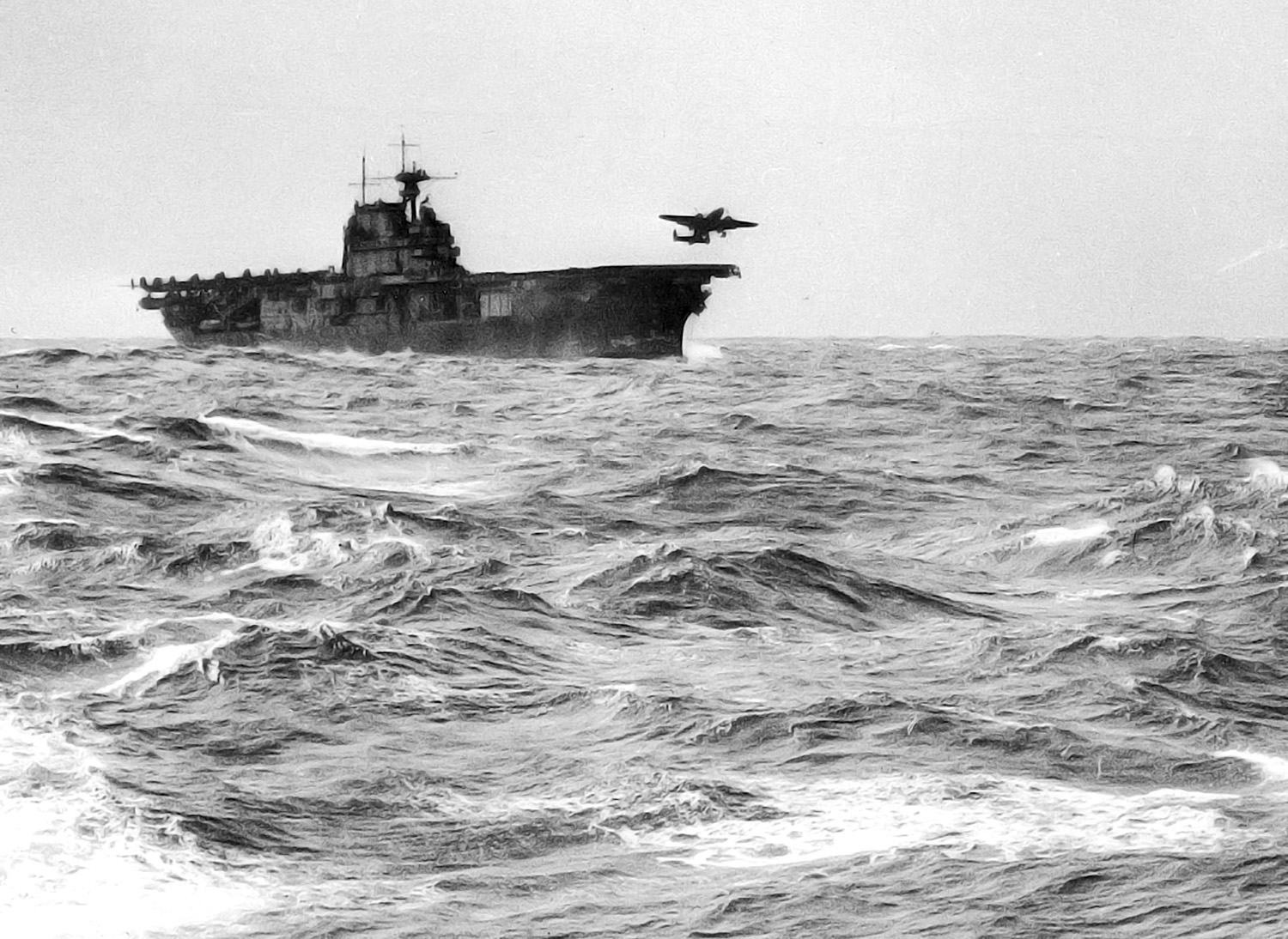
1942年4月18日早上8時15分，離東京約668海浬的惡劣海域，杜立德率領的B-25轟炸機從大黃蜂號成功起飛，前往日本。

此時美國正打算派美國陸軍航空軍的中程轟炸機空襲日本，以提升國民士氣。1942年2月2日，大黃蜂號搭載了兩架B-25轟炸機，並成功在海上起飛，引證空襲可以執行。接著大黃蜂號進入船塢作最後檢修，而海軍及陸軍高層則繼續籌備空襲東京。3月4日大黃蜂號離開諾福克海軍基地，在11日橫越巴拿馬運河，於20日抵達聖地牙哥。23日大黃蜂號到近海訓練飛行員，在27日返抵北島航空站。稍作休整後，30日大黃蜂號前往阿拉米達 (加利福尼亞州)，並開始搭載陸軍航空隊的轟炸機。
4月2日，大黃蜂號為首的第18特遣艦隊離開阿拉米達，直接前往中太平洋，並在14日與企業號的第16特遣艦隊會合。杜立德原希望海爾賽可以在日本400海浬外派出轟炸機，但艦隊在18日早上7時45分遭到日本巡邏艦發現。雖然納什維爾號輕巡洋艦先後擊沉了三艘巡邏艦，但艦隊卻截聽到巡邏艦對外發出「發現三艘航空母艦」電文。恐於被日本海軍攻擊，海爾賽下令轟炸機即時起飛。8時15分，杜立德的轟炸機在離東京約668海浬的惡劣海域成功起飛，由於美軍艦隊被日本漁船發現，而被迫提早派出轟炸機，使杜立德等陸軍航空隊機師大部分都沒有足夠燃油抵達中華民國國民政府控制的中國境內機場，而在不同地方迫降，而大黃蜂號及企業號則即時調頭，在4月25日返抵珍珠港。大黃蜂號及企業號亦因參與了此次象徵性空襲，而錯過了5月初的珊瑚海海戰。

## 中途島海戰

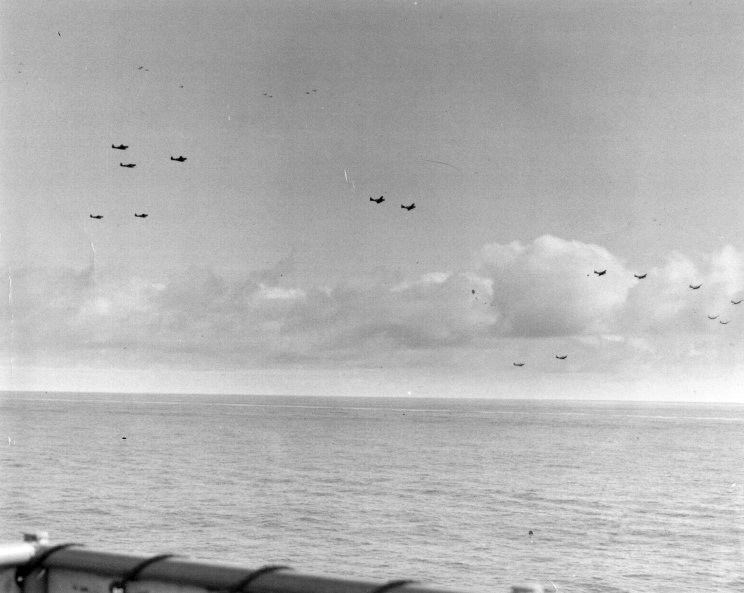
1942年6月4日上午，大黃蜂號派出全艦機隊，前往攻擊日本機動艦隊。圖中的15架飛機來自第8魚雷轟炸機中隊（VT-8），這批飛機在進入魚雷射程前便遭日本的零式戰鬥機悉數擊落，只有一人生還。

當大黃蜂號返抵珍珠港之際，尼米茲已得悉日軍下一個進攻目標為莫爾茲比港，而太平洋艦隊只有列星頓號及約克鎮號在南太平洋，難以防守日軍進攻。28日大黃蜂號及企業號離開珍珠港，趕往珊瑚海。5月6日兩艦橫越赤道時，珊瑚海海戰已經爆發，兩艦無法趕及參與。接著大黃蜂號及企業號繼續在南太平洋巡航，以防備未有受損的瑞鶴號航空母艦攻擊瑙魯海域。此時尼米茲知道日本即將進攻中途島，命海爾賽故意讓日本水上偵察飛機發現，以迷惑日本美國航母艦隊的主力仍在南太平洋，然後在15日才掉頭向北，在26日返抵珍珠港。

### 1942年中期約克鎮級艦載航空群編制（英语：List of United States Navy aircraft wings）
- 一個戰鬥機中隊(Fighter squadron,VF)  18架 格魯曼F4F野貓式戰鬥機
- 一個俯衝轟炸機中隊(Bombing squadron ,VB)  18架 道格拉斯 SBD無畏式俯衝轟炸機
- 一個偵察機中隊(Scouting squadron ,VS)   18架 道格拉斯 SBD無畏式俯衝轟炸機
- 一個魚雷轟炸機中隊(Torpedo squadron ,VT) 18架 TBD毀滅者式魚雷轟炸機

28日，大黃蜂號及企業號組成第16特遣艦隊，並在斯普魯恩斯指揮下離開珍珠港。而弗萊徹的第17特遣艦隊與約克鎮號則在29日離港。兩支分隊在6月2日會合，並於中途島東北海域埋伏，靜待日本航母攻擊中途島。4日清晨4時30分，日軍航母開始派飛機空襲中途島，而此時弗萊徹則派約克鎮號10架SBD無畏式俯衝轟炸機前往搜索日本艦隊。5時34分，弗萊徹截獲一架PBY偵察機的通訊，約莫瞭解日本「兩艘航母」位置，命斯普魯恩斯先派大黃蜂號及企業號攻擊，而約克鎮號則會殿後，以待更準確情報再作出擊。7時2分，大黃蜂號及企業號開始派出艦上全部機隊；而約克鎮號則在8時38分派出艦上一半飛機增援。然而，大黃蜂號的機隊很快便經歷連串問題。首先，斯普魯恩斯的首席航空參謀米爾斯·白朗寧（Miles Browning）下令兩艦機隊在空中編組陣形後，才向西搜索日軍機動艦隊，而兩艦首先起飛的卻是油量最少的F4F戰鬥機。兩艦要到8時左右才派出全部機隊，而最先出發的F4F已經消耗了不少燃油，更何況大黃蜂號的位置還處於企業號後方，航距又相對增加。第二，兩艦機隊定下的索敵路線，事實上全部都遠離南雲忠一的艦隊：大黃蜂號的機隊向正西搜索，而企業號則向西南偏南進發，只有約克鎮號定出了準確而直接的西南飛行路線。這使兩艦起初幾乎鐵定無法找到日軍艦隊。
8時30分，大黃蜂號與企業號機隊出發半小時後，大黃蜂號的機隊很快亦對斯坦厄普·林的路線提出質疑：殿後的F4F 戰鬥機隊發現下方的魚雷機隊不知所終，但礙於無線電緘默而繼續跟隨大隊飛行。到9時左右，F4F戰鬥機隊的燃油已經嚴重不足，而第8戰鬥機中隊（Fighter Squadron 8 , VF-8）隊長塞繆爾·米切爾（Samuel G. Mitchell）卻堅持繼續西進，結果其僚機一一抗逆上級命令而調頭返航，而米切爾也因此被迫調頭。更不幸的是，在前方飛行的34架SBD俯衝轟炸機卻並不知道已被F4F所拋棄，而繼續向西飛行。
大黃蜂號的第8魚雷轟炸機中隊（Torpedo Squadron 8, VT-8）隊長約翰·渥頓（John C. Waldron）決定違抗第8艦載航空群(CVG-8)聯隊長斯坦厄普·林（Stanhope C. Ring）的飛行路線，徑自帶領僚機轉向西南。這批為數15架的TBD魚雷轟炸機因此在9時17分率先發現機動艦隊，但迅即被零式戰鬥機全部擊落，整支機隊只有一人生還。而接著由西南轉向北方的企業號魚雷機隊、以及約克鎮號的魚雷機隊也先後發動攻擊，但全部無一命中，並且損傷慘重。
直到9時20分，轟炸機隊從無線電聽到第8魚雷機隊發現敵艦並遭悉數擊落時，才知道自己的航向完全錯誤，而後方的戰鬥機隊卻全部不見影蹤。此時第8俯衝轟炸機中隊（Bomber Squadron 8, VB-8）隊長羅拔·約翰遜（Robert R. Johnson）亦決定調頭，轉向東南飛往中途島降落補油，並寄望可在中途遇到日本艦隊，而整支小隊只有一架SBD轟炸機沒有轉向。這使整支艦載航空群只剩下17架飛機繼續西進，當中14架來自第8偵察機中隊（Scouting Squadron 8,VS-8）。到10時左右，餘下的飛機也全部調頭，嘗試返回航空母艦降落。整支第8艦載航空群分崩析離後，斯坦厄普·林亦只好獨自調頭返回大黃蜂號。
10時22分至28分，當約克鎮號及企業號的機隊巧合地同時摧毀赤城號、加賀號及蒼龍號三艘航空母艦時，大黃蜂號四散的機隊卻在掙扎返航。最先調頭的F4F有部分機隊接收到大黃蜂號發出的返航訊號，但由於機隊同時缺油缺氧，被迫從20,000呎高空逐步下降至8,000呎，而返航信號在8,000呎卻較高空弱小。這使整支機隊飛越了大黃蜂號而不自知，最後悉數在艦隊以東的海域迫降，其中兩名飛行員因此失蹤。倖存的八名飛行員則在接著數日受盡暴曬、缺水以及鯊魚煎熬，在8日及9日才陸續獲救。至於第8俯衝轟炸機中隊在10時左右遇到一架PBY，並在其帶領下飛向中途島，期間有兩架飛機因缺油而在海上迫降，一架則降落到中途島的潟湖。不過，機隊有三架飛機並沒有收到PBY的訊息，反而接收到大黃蜂號的返航訊號，而轉向東北，並最終成功降落。然而諷刺的是，最先返抵大黃蜂號的是最後調頭的CVG-8 聯隊長斯坦厄普·林，在11時18分降落到大黃蜂號，緊隨其後的是第8偵察機中隊的SBD俯衝轟炸機。其時全艦均以為大黃蜂號的機隊摧毀了日本航母返航，故此密茲契在得悉機隊整日的不幸時也極為錯愕。
大黃蜂號的不幸並未因此終結。正午時分，約克鎮號被日本九九式艦上轟炸機重創，迫使弗萊徹將旗艦轉移至阿斯托利亞號重巡洋艦。約克鎮號在空中的機隊只能到企業號及大黃蜂號降落。其中一架受損的F4F在大黃蜂號降落時，其機槍因保險掣失靈而突然開火，造成4死20人傷，死者包括時任大西洋艦隊總司令洛爾·英格索爾（Royal E. Ingersoll）之子。
2時45分，斯普魯恩斯接獲飛龍號航空母艦的初步發現報告，下令艦隊隨時預備派出飛機，但這項命令卻因故沒有傳到大黃蜂號。3時17分，斯普魯恩斯下令艦隊在3時30分派出飛機攻擊，但不久前密茲契卻命大黃蜂號加速離隊，以讓降落到中途島的第8轟炸機中隊(VB-8)返航，故此未有準備派出機隊。這使大黃蜂號最終要到4時才開始派出第8偵察機中隊(VS-8)的轟炸機，而企業號早在3時25分已經開始出擊。4時03分大黃蜂號的機隊陸續離艦，但有兩架在起飛後即因機件故障而要即時折返降落，使飛行作業因此中斷。當兩機成功降落，其時已是下午4時30分。有感飛機無法追上企業號協助攻擊，密茲契只好停止派出飛機，返回艦隊編隊。這使大黃蜂號最終只有16架飛機成功起飛，而有15架滯留艦上，包括聯隊長斯坦厄普·林以及第8偵察機中隊長沃爾特·羅迪（Walter F. Rodee）在內。出征的機隊在半途才發現其中隊長及聯隊長都沒有起飛。下午5時，企業號的機隊摧毀了飛龍號後，大黃蜂號的轟炸機才趕到現場。為免空手而回，機隊轟炸了筑摩號及利根號兩艘重巡洋艦，但又無一命中。
傍晚斯普魯恩斯收回所有飛機後，即時向東後撤，而沒有追擊日本艦隊。5日早上8時，美軍接獲尚未沉沒的飛龍號發現報告，但斯普魯恩斯礙於情報準確性及SBD的裝備考慮，而要到下午3時才派出機隊。大黃蜂號先派出32架轟炸機，而企業號則緊接派出33架。傍晚6時20分，大黃蜂號機隊發現了谷風號驅逐艦，該艦是山本五十六親自下令折返，以拯救飛龍號機房的生還者，並且擊沉飛龍號。由於飛龍號早在上午9時已經沉沒，美日雙方自然無法找到目標。由於天色已經漸黑，大黃蜂號等65架轟炸機決定攻擊谷風號，但最終只有一枚炸彈在艦體外爆炸，造成輕微損傷，其他攻擊全部沒有命中。入黑後斯普魯恩斯在7時30分下令兩艘航母打開探照燈並照向天空，以方便飛機返航。大黃蜂號的探照燈在8時已經關掉，但企業號的探照燈一直提供照明至10時30分。這使美軍只有一架飛機未能成功返航。
6日上午6時45分，企業號的偵察機發現了最上號及三隈號兩艘重巡洋艦。兩艦在早前於迷霧中相撞受創，正向後方撤退。偵察機起初回報發現一艘戰艦及一艘戰列巡洋艦，不過卻誤傳為一艘戰艦及一艘航空母艦。到7時30分偵察機將原報告帶返企業號時，斯普魯恩斯便懷疑日本仍有兩支小艦隊活動。為確實情報，斯普魯恩斯先派出巡洋艦的水上飛機再作偵察，同時命大黃蜂號機隊出擊，而企業號則殿後。8時大黃蜂號的機隊陸續起飛，此時斯普魯恩斯才確認日方並沒有航母在內。中午大黃蜂號的33架飛機同時攻擊最上號及三隈號，但僅輕傷了兩艦以及朝潮號驅逐艦。中午企業號共46架飛機再作攻擊，才重創兩艘重巡洋艦。下午大黃蜂號的機隊再次出動，並在2時30分再次攻擊。然而日方最終只損失了三隈號，最上號及其他軍艦均成功撤返特魯克。
海戰結束後，大黃蜂號等返回珍珠港休整，並在13日抵達。在珍珠港期間，海軍將加利福尼亞號戰艦的CXAM雷達安裝到大黃蜂號，以彌補SC雷達的盲點。當美軍在8月初發動瓜達爾卡納爾島戰役時，大黃蜂號仍然留在夏威夷海域，訓練其重新編組的第8艦載航空群(CVG-8)。

## 瓜達爾卡納爾島戰役

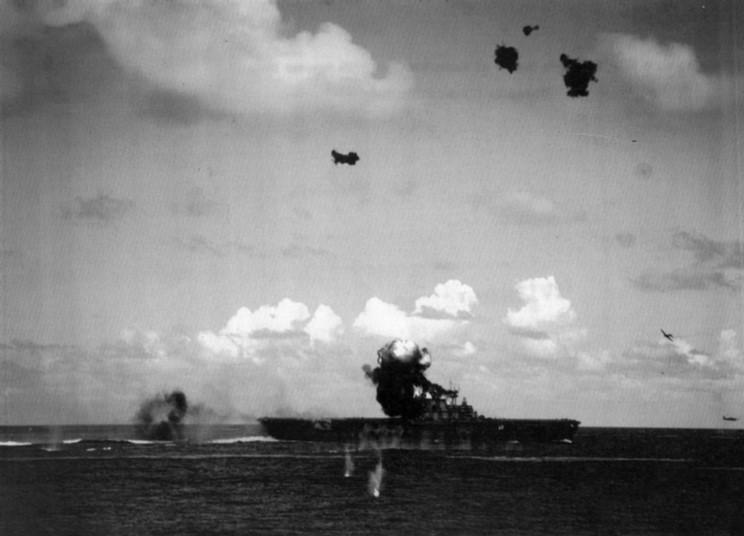
1942年10月26日上午，大黃蜂號在聖克魯茲海戰期間被一架九九式俯衝轟炸機擊中。飛機在撞穿煙囪後再跌下飛行甲板，並先後引爆機上兩枚炸彈，引發大火。接著大黃蜂號先後再被兩枚炸彈及兩枚魚雷擊中，迫使大黃蜂號撤走大部分人員。

8月17日，海軍重編了以大黃蜂號為中心的第17特遣艦隊，前往所羅門群島，支援盟軍作戰。24日艦隊航行期間，東所羅門海戰爆發，企業號在戰鬥中受創而要撤返珍珠港維修。大黃蜂號在29日與薩拉托加號的第11特遣艦隊及胡蜂號的第18特遣艦隊會合，開始支援瓜島的陸戰隊。然而到31日，薩拉托加號被潛艇擊傷，艦隊指揮弗萊徹也在受傷之列，被迫撤回珍珠港。9月15日，胡蜂號被日本潛艇擊沉，而與之同行的大黃蜂號編隊也有奧拜恩號驅逐艦被擊沉。此時美軍在南太平洋只剩下大黃蜂號可以支援陸戰隊。27日大黃蜂號暫時撤出前線，到努美阿休整補給。
10月2日，大黃蜂號離開努美阿，並在5日空襲日軍在肖特蘭群島的補給船隊，以削弱日軍進攻力量。然而由於天氣惡劣，大黃蜂號的攻擊沒有造成任何損毀。11日至12日埃斯帕恩斯角海戰（Battle of Cape Esperance）在瓜島外爆發，大黃蜂號雖沒有參與支援，但連日均與日本飛機斷續交戰。16日大黃蜂號再次空襲瓜島四周的日本補給船隊，但效果仍舊不彰。18日尼米茲撤換了南太平洋戰區總司令羅伯特·哥姆雷（Robert L. Ghormley）的職位，由海爾賽接任。海爾賽決定主動搜尋日本艦隊，以奪取瓜島四周的海洋及空域控制權。

## 聖克魯茲海戰與沉沒

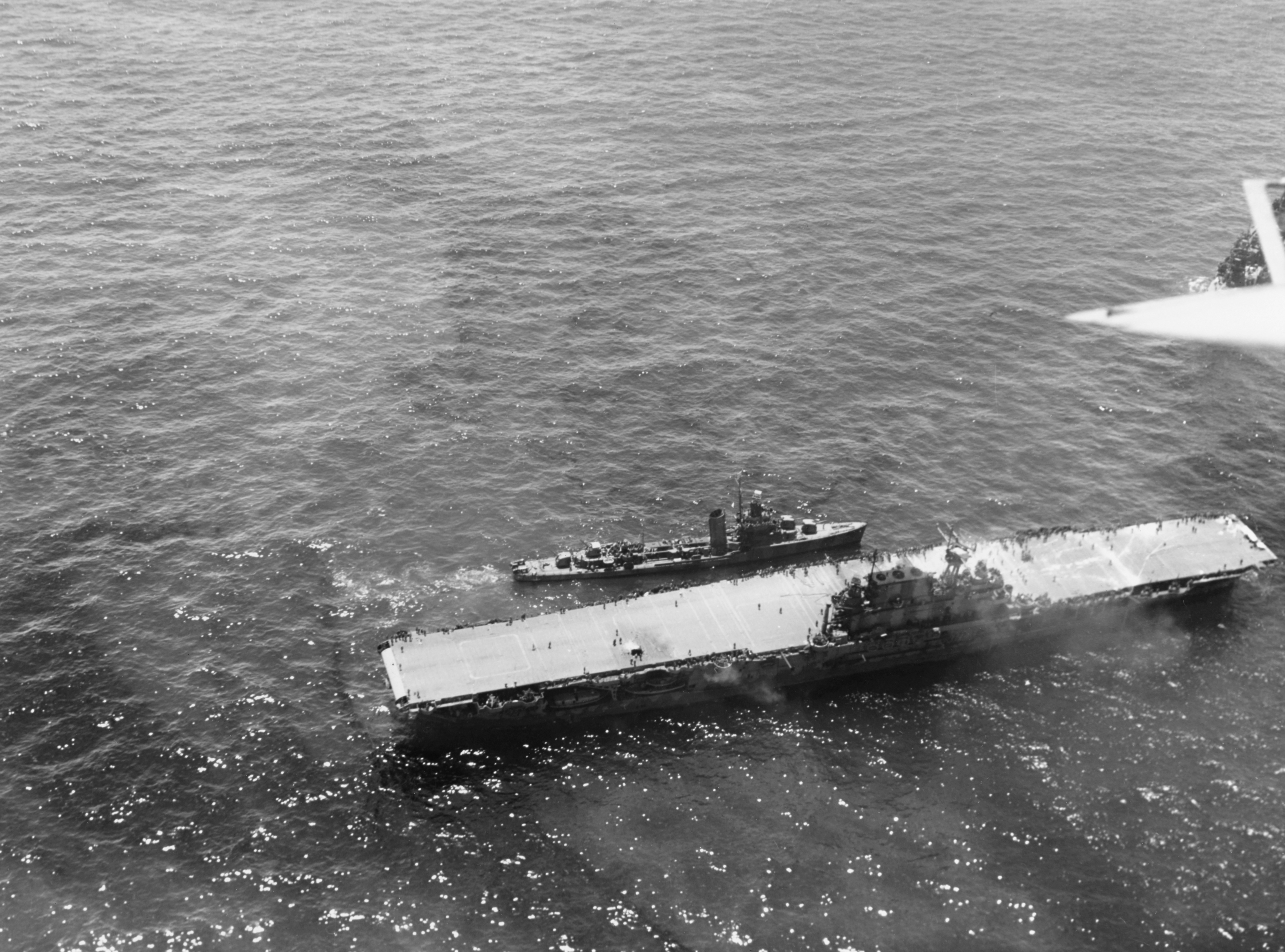
日軍在聖克魯茲海戰首波攻擊癱瘓大黃蜂號後，引發艦體內部大火。相中可見大黃蜂號冒出濃煙，而飛行甲板的兩個炸彈破洞仍然清晰可見。北安普敦號重巡洋艦正在前方拖行大黃蜂號，而羅素號驅逐艦則從旁協助。稍後日本第二波攻擊將迫使美軍棄艦，而大黃蜂號最終被追上的日本驅逐艦擊沉。

攻擊日本補給船隊後，大黃蜂號離開瓜島，前往新喀里多尼亞海域，並在24日與企業號的第16特遣艦隊會合，開始搜索日本艦隊。26日早上，日美雙方偵察機先後發現對方航母，並派出機隊攻擊。大黃蜂號及企業號一共派出73架飛機，並在中途與日本艦載機交戰。
日本艦載機在8時55分被美軍艦隊雷達發現。此時企業號剛好進入了雨雲的掩護區域，使大黃蜂號成為日機眾矢之的。9時10分日機開始接連攻擊大黃蜂號。17分日本一架俯衝轟炸機在受損後撞過大黃蜂號的煙囪，飛越艦島信號塔，然後撞入飛行甲板，引爆第一枚炸彈。炸彈炸開飛行甲板後，飛機殘骸跌入下層甲板內，又再引爆另一枚炸彈。兩分鐘後，大黃蜂號艦島後被兩枚炸彈擊中：首枚炸彈貫穿了飛行甲板、下層甲板及機庫甲板，一直到第四層甲板才爆炸，在儲存庫引發大火；第二枚炸彈則在艦島後方的防空炮塔附近爆炸。不久大黃蜂號遭到第三架轟炸機攻擊，其炸彈僅僅飛越艦島，穿過艦島前方的飛行甲板，然後一直貫穿至第四層甲板，最後在左舷的水兵餐廳爆炸。
三架飛機的攻擊造成多人死傷，並引發多處大火；艦島前部發電機受損造成局部區域停電；三座鍋爐的煙道受損，使濃煙源源不絕地吹向艦體內部。正當艦內水兵開始滅火之際，一架日本俯衝轟炸機撞入艦島前方飛行甲板，並點燃了機庫的航空燃油。相隔不久，日本的魚雷轟炸機又展開攻擊，並有兩枚魚雷擊中艦體右舷，卡死艦艉舵機。大黃蜂號逐漸在海面停駛，並且向右舷傾側7度。
正當大黃蜂號嚴重受損之際，美軍機隊抵達了日本艦隊上空。大黃蜂號首波俯衝轟炸機重創了翔鶴號航空母艦的飛行甲板及機庫，使其失去作戰能力，但後續機隊卻未能發現日本航母，只擊傷了筑摩號及利根號兩艘重巡洋艦，以及照月號驅逐艦。
在艦上損管人員的努力及驅逐艦的從旁協助下，大黃蜂號的火勢在10時左右已逐漸受控。此時企業號正遭到日軍第二波機隊攻擊，為迴避日本
軍飛機而加速離開。11時23分，大黃蜂號開始撤走不必要的人員，而北安普敦號重巡洋艦則嘗試將大黃蜂號拖離戰場，但由於日本軍飛機攻擊以及纜索斷裂等因素，拖行要到下午1時30分才開始。
此時日本艦隊開始掉頭追擊。下午1時15分，日本的隼鷹號航空母艦派出另一波魚雷轟炸機隊，並在下午3時15分再次攻擊大黃蜂號，迫使北安普敦號再次中斷拖行。大黃蜂號右舷再被一枚魚雷擊中，使艦體的傾側增加至15度。迫於無奈下，艦長下令棄船。棄船期間大黃蜂號先後兩次遭到俯衝轟炸機攻擊，並再被一枚炸彈擊中，但沒有造成傷亡，僅使火勢加劇。
下午5時，拉包爾的日本轟炸機抵達現場，並再次攻擊大黃蜂號。大黃蜂號雖然已經停駛，但只有一枚炸彈命中。此時美國艦隊正加速離開，以免在入黑後被日本艦隊趕上，故此第16特遣艦隊指揮金凱德下令驅逐艦擊沉大黃蜂號。接著馬斯廷號（Mustin, DD-413）先向大黃蜂號發射了八枚魚雷，但其中五枚失靈，只有三枚擊中並引爆。7時20分安德森號（Anderson, DD-411）再發射八枚魚雷，並有六枚擊中引爆。但由於兩艦的魚雷擊中了大黃蜂號左舷，使艦體由左舷入水，反而平衡了右舷的傾側。此時兩艦發現了日本的艦載偵察機，知道日本艦隊已即將追上，只好嘗試以5吋火炮擊沉大黃蜂號。安德森號先發射了130發炮彈，然後與馬斯廷號再發射了共300發炮彈，但僅加劇了火勢。晚上8時40分，日本偵察機在大黃蜂號上空點燃照明彈，表示水面艦隊即將駛至，迫使兩艘驅逐艦放棄任務撤走。9時20分阿部弘毅的巡洋艦抵達現場，但無法拖走大黃蜂號，只好命卷雲號及秋雲號將之擊沉。27日凌晨1時35分，大黃蜂號在身中四枚九三式魚雷之後，終於在海面翻沉。

## 榮譽及紀念
大黃蜂號在太平洋戰爭一共獲得四枚戰鬥之星。1995年5月15日，美國國防部向大黃蜂號等追贈第16特遣艦隊嘉獎，以表揚艦隊空襲東京。大黃蜂號所獲的全部軍事榮譽見下：
|  |                                                       |  |
|  | Bronze star · Bronze star · Bronze star · Bronze star |  |

|              | 美國防禦服役獎章： 「艦隊」（Fleet）橫扣 |                        |
| 美國戰役獎章 | 太平洋戰爭獎章： 四枚戰鬥之星            | 第二次世界大戰勝利獎章 |

大黃蜂號在1943年1月13日除籍。為紀念其戰績，海軍在21日將一艘建造中的艾塞克斯級航空母艦更名為大黃蜂號。新的大黃蜂號在1943年8月30日下水。
2019年2月，由微軟公司共同創辦人保羅·艾倫生前組成的調查團隊宣佈在南太平洋索羅門群島東部海域5400公尺深海底發現大黃蜂號。

## 備註
1. ↑  但是從1943年6月到1945年11月改為 Carrier Air Group Eight (CVG-8)